# Gjaidalm

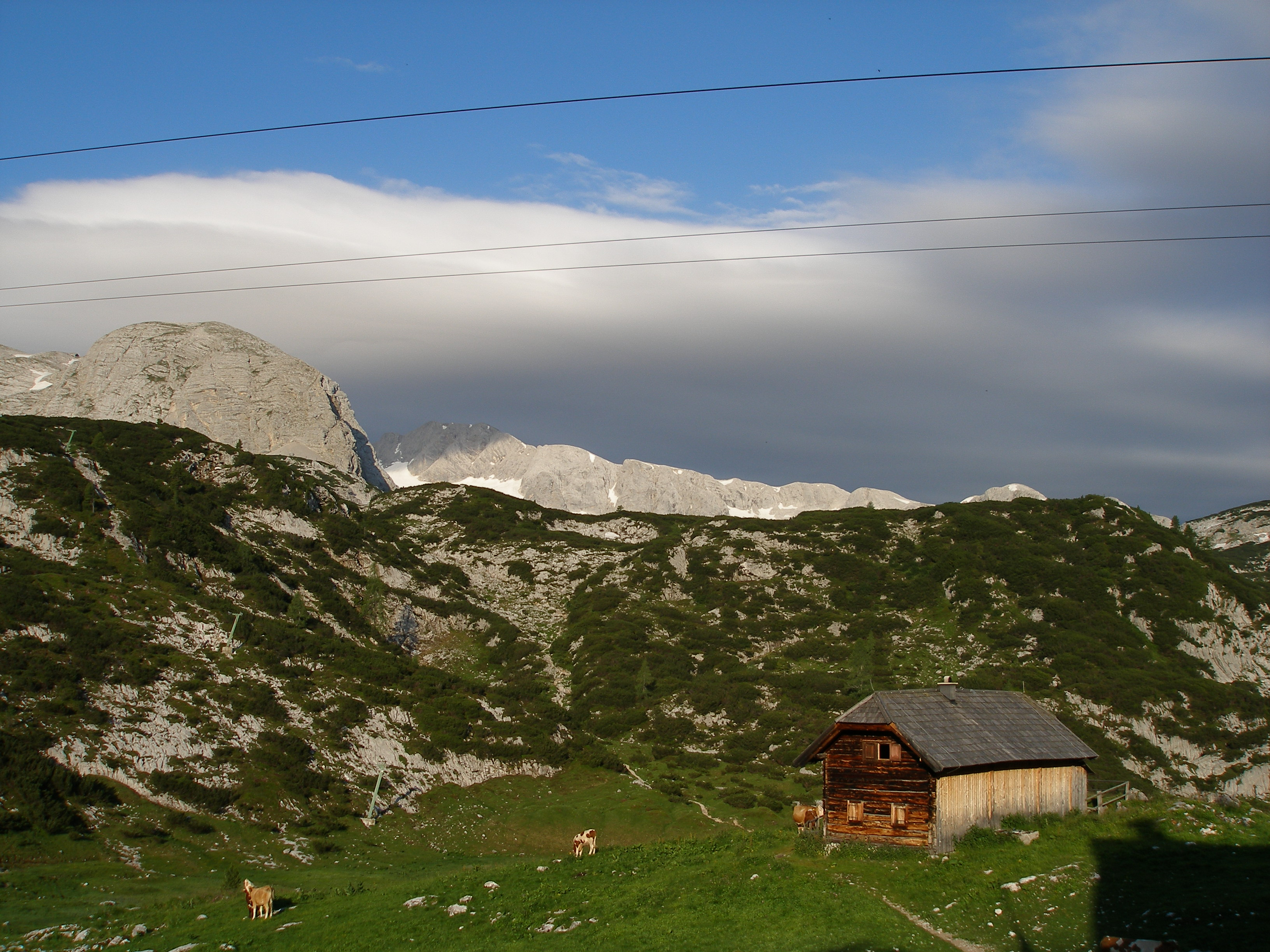
Haus auf der Gjaidalm Fläche – Blick auf den Taubenkogel und den Hohes-Kreuz-Kamm, wenig nördlich vom Dachstein-Gipfel

Die Gjaidalm ist eine 3000 Hektar große Alm in der Gemeinde Obertraun im österreichischen Bundesland Oberösterreich. Die im Besitz der Österreichischen Bundesforste befindliche Alm liegt im Dachsteingebirge, in einer Seehöhe von 1738 m ü. A. Auf einer Weidefläche von 30 Hektar werden etwa 20 Rinder behirtet. Das gleichnamige Schutzhaus, das ehemalige Schilcherhaus, bietet Übernachtungsmöglichkeiten. In ihrem Umfeld, das mitten im UNESCO-Welterbegebiet Hallstatt-Dachstein/Salzkammergut liegt, wurden archäologische Ausgrabungen durchgeführt.

## Schutzhütte und Alm
Auf der Gjaidalm kann man unter fachkundiger Führung folgende Sportarten ausüben: Skitouren, Schneeschuhtouren, alpine Begehungen und Wanderungen.
Die Hütte ist ganzjährig geöffnet, sie verfügt über 3 Gasträume mit 100 Sitzplätzen innen und 150 auf der Terrasse sowie 50 Betten und 50 Lagerplätze.
Das Almgebiet umfasst etwa 3000 ha, davon sind etwa 30 ha als Weidefläche nutzbar.

## Zustiege, Übergänge und Gipfel
Zustiege:
- Von Obertraun (3 bis 4 Stunden)
- Von Hallstatt (4 bis 6 Stunden)
- Klettersteig Seewand vom Seebad Hallstatt (4 bis 6 Stunden)

Übergänge:
- Zum Wiesberghaus (2 Stunden)
- Zur Simonyhütte (3 Stunden)
- Zur Dachsteinwarte über den Hohen Gjaidstein (4½ Stunden)
- Zur Bergstation am Krippenstein (1 Stunde)

Gipfel:
- Taubenkogel (2 Stunden)[3]

### Seilbahnen und Lifte

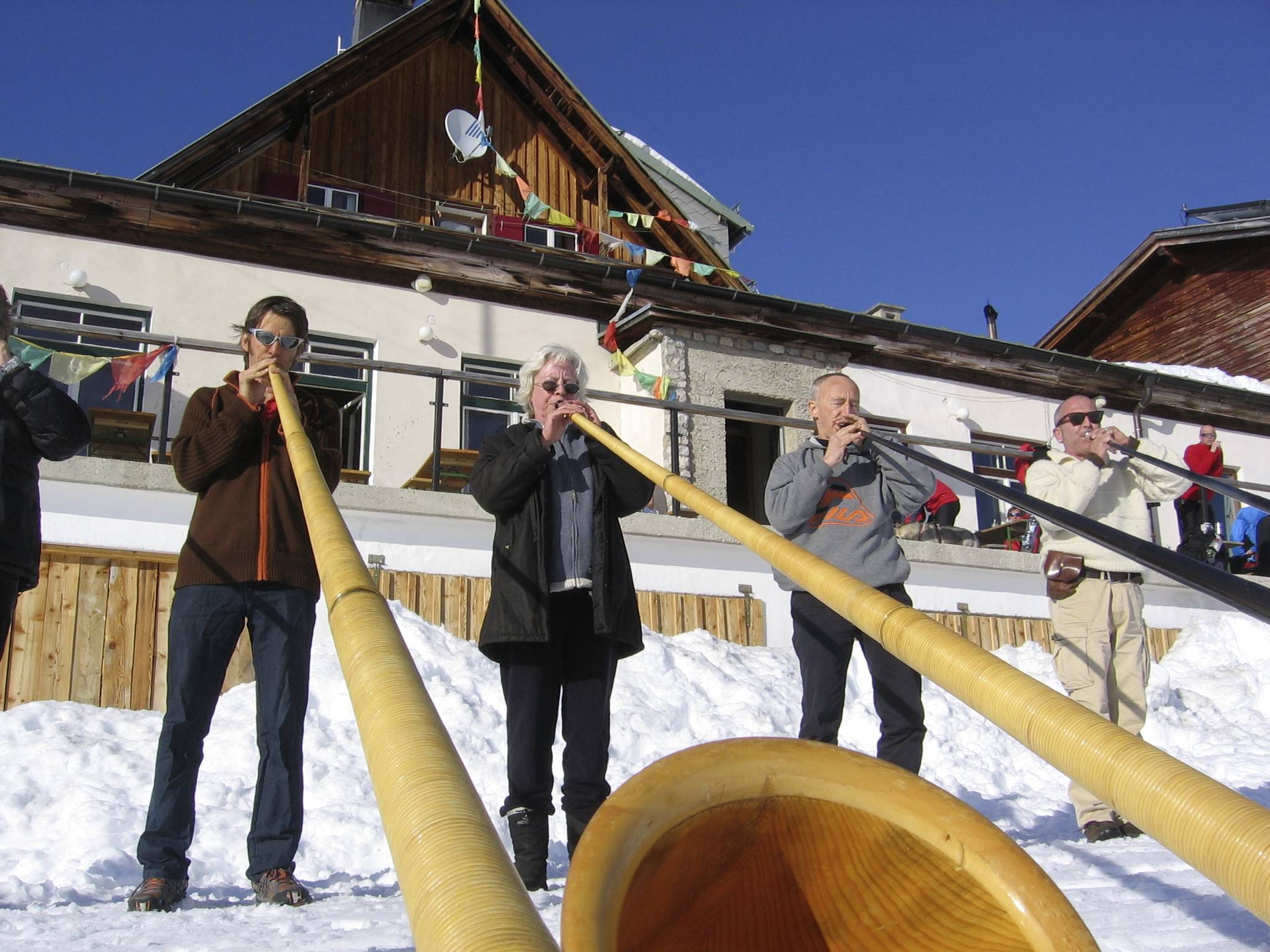
Alphornspieler im Winter vor der Gjaidalm

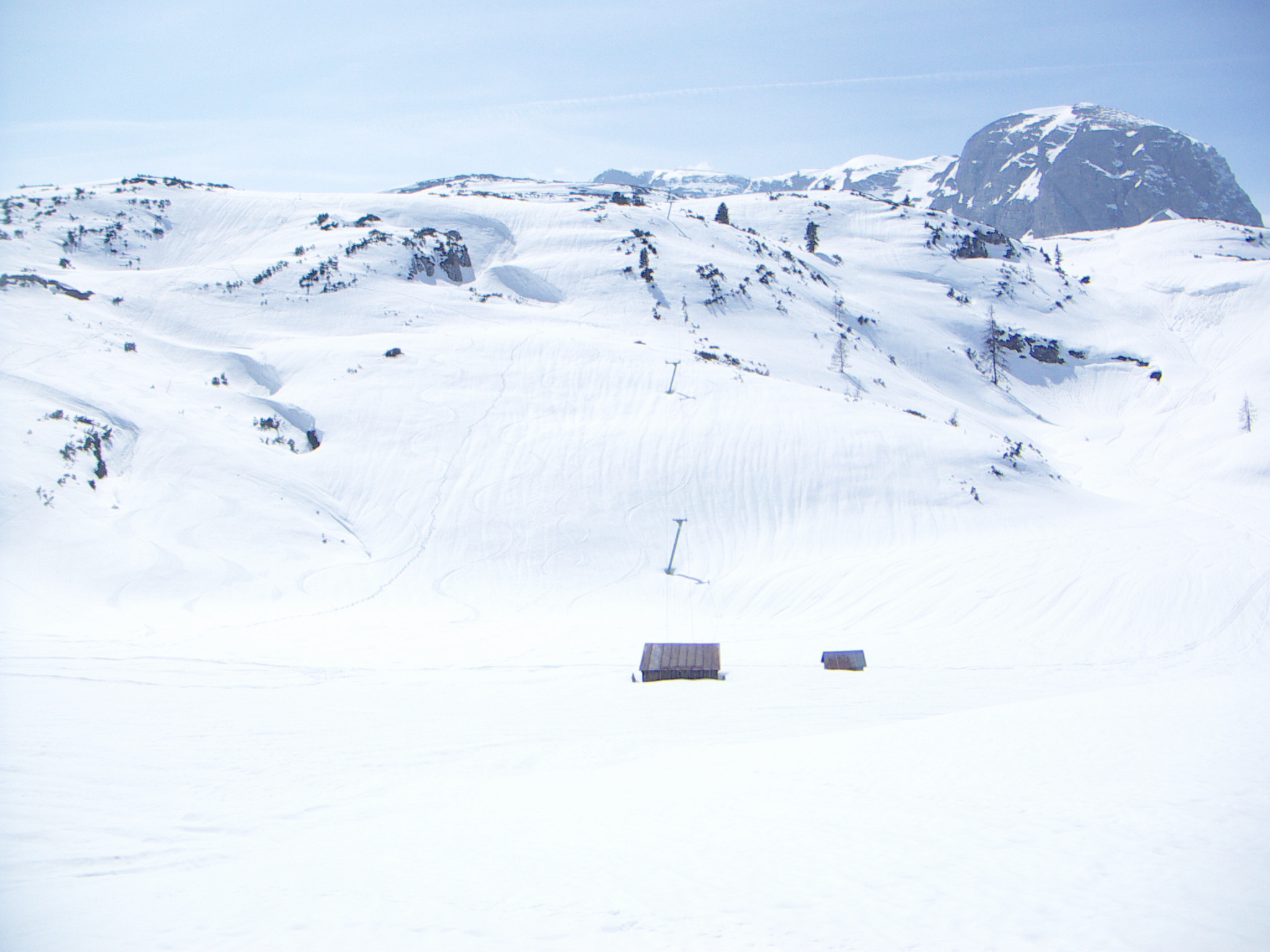
Ehemaliger Hauslift der Gjaidalm im April 2009

Die Dachsteinseilbahn (Krippensteinbahn) führt in drei Sektionen von Obertraun über Schönbergalm und Krippenstein auf das Krippeneck/Gjaidalm 1795 m.
Gjaidbahn:

Die sogenannte Gjaidbahn, errichtet durch das österreichische Bundesheer, diente zur Versorgung des Truppenübungsplatzes Dachstein-Oberfeld. Sie befand sich, da mittlerweile abgebaut, wie die zugehörigen Gebäude in Privatbesitz.
- 1. Teilstrecke: Obertraun (608 m) – Krippenbrunn (1640 m) [Baujahr: 1957]
- 2. Teilstrecke: Krippenbrunn (1640 m) – Oberfeld (1835 m)[8] [Baujahr: 1957]

Sessellift Krippenstein: [Baujahr: 2000]

Der fix geklemmte 4er-Sessellift Krippenstein wurde im Jahr 2000 eröffnet. Die Länge des Liftes beträgt 361 Meter. Der Lift verläuft von 1961 m bis 2066 m.
Schlepplift Gjaidalm: [Baujahr: 1957 – Stilllegung: 2005]

Der 1957 in Betrieb genommene Lift, der mit einer Länge von 470 Metern von 1710 m auf 1840 m führte, wurde etwa um 2005 aufgelassen. Der Lift wurde bis heute nicht abgetragen.

## Geschichte

### Frühgeschichte
In den Jahren 2001, 2010 und 2011 wurden in der Umgebung der Hütte Grabungen und Forschungen unter dem Titel Gjaidalm/Dachsteingebirge – Ein interdisziplinäres Projekt zur Erforschung der Geschichte des hochalpinen Raumes durchgeführt.
Es wird vermutet, dass die Gjaidalm bereits in der Römerzeit zur Viehhaltung genutzt wurde, es finden sich auch Brandschichten, die als Zeichen einer Nutzung in der beginnenden Mittelbronzezeit gedeutet werden. Wenige Funde stammen vermutlich aus dem ausgehenden Spätmittelalter. Als Belege für eine intensive neuzeitliche almwirtschaftliche Nutzung gelten neben zahlreichen weiteren Funden die Reste  einer Almhütte mit erhöhter Herdstelle.

### Namensgebung
Der Namen Gjaidalm leitet sich vom altmundartlichen Gjaid (Jagd) ab. Die Gjaidalmhütte wurde nach ihrem Erstbesitzer Josef Schilcher früher auch als Schilcherhaus bezeichnet.

### Erbauung
Bis in die Mitte der 1930er Jahre wurde das Almgebiet von Ramsau am Dachstein, also von der Steiermark aus bewirtschaftet.
Anfang der 1930er Jahre begann das damalige Österreichische Bundesheer, die Nordseite der Dachsteinhochfläche als alpines Übungsgebiet auszubauen. In dieser Zeit wurde vom Tallager Obertraun (jetzt Bundessportschule Obertraun) aus der Tragtierweg ausgebaut sowie das Lager Krippenbrunn (1550 m) und von Obertraun bis zur Gjaidalm eine Materialseilbahn (die ehemalige Gjaidbahn) errichtet. In diese Zeit fiel auch der Bau einer Mannschaftsbaracke auf der Gjaidalm. Alle Anlagen wurden zum Zeitpunkt des Anschlusses an das Deutsche Reich von der Wehrmacht übernommen und das Gebiet zum „Dachstein-Schießübungsplatz“ ausgebaut. Im Jahr 1945 wurde die Gjaider Mannschaftsbaracke von den Amerikanern an den Obertrauner Josef Schilcher mit der Widmung übergeben, diese zu einer Touristenunterkunft herzurichten.
1946 begann er damit, die Gjaidalmhütte entsprechend auszubauen und diese in den Folgejahren zu einem leistungsfähigen Touristenbetrieb zu erweitern.
Der 1904 geborene Josef Schilcher war schon seit seiner frühesten Jugend mit dem Dachsteingebiet sehr verbunden. Mit dem Ausbau des Schilcherhauses machte er in der Folge dieses auch zum Standort der Obertrauner Skischule. Josef Schilcher verstarb 1974 im Alter von 70 Jahren.
Sein Sohn Hans Schilcher übernahm den bis dato florierenden Tourismusbetrieb und bewirtschaftete diesen bei sinkenden Nächtigungszahlen weiter. 2006 kaufte der damalige Pächter der etwas höher gelegenen Simonyhütte, Michael Haid, die Gjaidalm-Hütte und bewirtschaftet diese seitdem erfolgreich.

### Anekdoten und Kurioses
Um die Jahrtausendwende wurde die Gjaidalm wegen der dort existierenden weltweit einzigen FKK-Langlaufloipe rege diskutiert.